# 江戸しぐさ
江戸しぐさ（えどしぐさ）とは、芝三光（しば・みつあきら）によって創作された偽史に基づく作法・概念。

## 概略
NPO法人江戸しぐさ（現・NPO法人日本のこころ・江戸しぐさ）が「江戸商人のリーダーたちが築き上げた、上に立つ者の行動哲学」と称し普及、振興を促進する概念・運動である。「江戸しぐさ」はNPO法人江戸しぐさが「紙類、文房具類、印刷物」「セミナーの企画・運営または開催、書籍の制作、電子出版物の提供、教育・文化・娯楽・スポーツ用ビデオの制作（映画・放送番組・広告用のものを除く）」に関し、商標権を有している。
しかし現時点において、江戸しぐさが江戸時代に実在していたという事実は史料によって確認されていない。このことについてNPO法人江戸しぐさの理事長である越川禮子は「江戸しぐさは口伝により受け継がれてきたものであるため、資料として残っているわけではない」と述べている。また、明治政府が江戸しぐさの摘発を行い、さらに多数の江戸っ子を虐殺した、江戸しぐさを広めるための秘密結社が存在したといった振興団体独自の歴史観が前提となっている。
江戸文化研究家で法政大学総長の田中優子は「空想・創作」であるとニュースで発言し、と学会会員で偽史・秘史について著述活動を行っている作家の原田実も根拠のない「（創作）発明」である可能性が高いと自著等で指摘するなど、「江戸しぐさ」が江戸期において実際にはおこなわれていたわけではなく、そもそも存在自体も皆無であったことが、明らかにされている（後述）。

## 江戸しぐさの登場
文献で確認できる限りで「江戸しぐさ」という語の初出は、1981年の読売新聞の「編集手帳」で紹介されたものであり、2004年、また翌2005年にも公共広告機構（現・ACジャパン）で江戸しぐさが取り上げられた。電通広告ジャーナリストの岡田芳郎が越川禮子の聞き書き記事を書いている。企業の研修や学校などにおける教育でも使用され、小学校の道徳の題材にも使われている。また、2012年（平成24年）度から、育鵬社が公民の教科書に取り入れた。2016年にはクラウドファンディングにより一般社団法人「芝三光の江戸しぐさ振興会」の書籍『おもき心』が制作された。
江戸しぐさを推進する人々は、江戸しぐさを以下のように説明している。

### 江戸講と「江戸っ子狩り」
江戸しぐさは商売繁盛の秘伝であり、あまり公にされたものではなく、江戸商人の組織していた「江戸講」で口授されるものだった。
しかし、江戸開城の時、「江戸講」のネットワークを恐れた新政府軍が江戸しぐさの伝承を失わせ、江戸しぐさの伝承者である江戸っ子たちを虐殺した、その虐殺たるや凄まじいもので、ソンミ村虐殺事件、ウンデット・ニーの虐殺に匹敵するほどの血が流れた、と越川は述べている 。また、この時に江戸商人は江戸しぐさについて書かれた古文書も全て焼却し、江戸の空を焦がしたという。勝海舟は生き残った江戸っ子数万を
両国から武蔵、上総などに逃がし、彼らは「隠れ江戸っ子」として潜伏した。池田整治は、江戸開城は官軍史観でしかなく、江戸しぐさ伝承者は、老若男女にかかわらず、わかった時点で新政府軍の武士たちに斬り殺され、次いで会津若松でも大虐殺があり、維新以降もこの大殺戮は続いた。この大虐殺は世界金融支配者に操られた薩長によるもので、現在日本も薩長に支配されているため、この事実が隠蔽されたと述べている。
江戸しぐさを伝えていた種々の江戸講は国家総動員法で解散させられた。秘密結社として存続していた江戸講はGHQに認められ、江戸講は薩長から日本人を救ったダグラス・マッカーサーに感謝したという。また、江戸しぐさはニューヨーク五番街でも一世を風靡し、スターズ・アンド・ストライプス紙に掲載されたとしている。

### 芝三光（本名：小林和雄）
江戸しぐさの教育組織である「江戸講」の長である江戸講元の子孫だったという小林和雄（1928-1999年1月22日）は、昭和に入ってから江戸しぐさを復興した。小林の父は外交官、母は米国企業の英文タイピストであった。彼は母がカナダのバンクーバーから帰国する途中の船中で生まれたが、愛人の子であったために世間をはばかり、母方の祖父に預けられた。そこで江戸しぐさによる教育を受けた。
小林和雄は戦後の風俗の退廃を憂い、芝三光（しば・みつあきら。浦島太郎のペンネームも使用）と称し、社会教育団体「江戸の良さを見なおす会」として江戸講を復活させた。戦後、柳田國男から取材の申し込みを受けたが断ったという。扇谷正造とは意気投合したが先方の急逝で取材は実現しなかった。
芝三光は読売新聞・東京新聞の読者投稿欄などで江戸しぐさの効用を説き、読売新聞編集委員村尾清一が自分のコラム「よみうり寸評」（1983年3月23日）で取り上げ、それを読んだ越川禮子が芝に弟子入りした。芝三光は弟子の越川禮子・和城伊勢に江戸しぐさを伝授した。1999年、芝の病没のあと、越川が門外不出の秘儀であった江戸しぐさをマスメディアに公開した。

## 江戸しぐさであるとされる例
傘かしげ
雨の日に互いの傘を外側に傾け、体を濡らさないようにすれ違うこと。
肩引き
歩行中、人とすれ違うとき左肩を路肩に寄せて歩くこと。
時泥棒
断りなく相手を訪問し、または、約束の時間に遅れるなどで相手の時間を奪うのは重い罪（十両の罪）にあたる。
うかつあやまり
たとえば相手に自分の足が踏まれたときに、「すみません、こちらがうかつでした」と自分が謝ることで、その場の雰囲気をよく保つこと。
七三の道
道の真ん中を歩くのではなく、自分が歩くのは道の3割にして、残りの7割は緊急時などに備え他の人のためにあけておくこと。
こぶし腰浮かせ
乗合船などで後から来る人のためにこぶし一つ分腰を浮かせて席を作ること。
逆らいしぐさ
「しかし」「でも」と文句を並べ立てて逆らうことをしない。年長者からの配慮ある言葉に従うことが、人間の成長にもつながる。また、年長者への啓発的側面も感じられる。
喫煙しぐさ
野暮な「喫煙禁止」などと張り紙がなくとも、非喫煙者が同席する場では喫煙をしない。
ロク
江戸っ子の研ぎ澄まされた第六感。いわゆる五感を超えたインスピレーション。江戸っ子（江戸しぐさ伝承者）はこれにより関東大震災を予知したという。
お心肥やし
知識・機能を増やすだけでなく心・感性を磨く
見越しのしぐさ
先を読む

## 批判・疑問
と学会会員で歴史研究家・作家の原田実は、江戸しぐさは1980年代に芝三光によって「発明」された全く歴史的根拠の無いものであるとの疑義を呈している。
- 「時泥棒」に対し、“明け六つ”“暮れ四つ”程度で明確な時間意識のない江戸時代に「時間を奪う」という発想がなぜ存在するのか[43]。定期的に時間を知らせるための鐘[注 4]があったが、季節や昼と夜で時間の違う不定時法を基にした一刻（2時間前後）に1回というものだった[44]。
- 「喫煙しぐさ」に対し、「喫煙禁止」という張り紙が、江戸時代に何故あったのか[注 5]（江戸時代の料理店等では煙草盆が客に出されるのが当然だった[46]）。
- 年始の挨拶は直接顔をあわせて行っていた時代に、なぜ「年賀状のマナー」があるのか[注 6]。
- 大きな矛盾。「火事と喧嘩は江戸の華」と呼ばれた江戸の人々が、これらの仕草(マナー)を本当に体系化していたのか[注 7]。
- 洋傘と違ってスプリングが入っている構造ではない和傘の場合、狭い路地ですれ違うとき傘をすぼめる方が実用的であり、「傘かしげ」は江戸時代の風俗からかけ離れている。第一、当時和傘は高級品であり、庶民の間で所持される一般的なものではなかった[50]。

- 戦争によって「隠れ江戸っ子」が絶えてしまったとか、当時の資料は焼き捨てられたので記録が一切現存しておらず、証明する方法がないという[51]。しかし、大村益次郎の東下前の新政府軍は江戸の治安を維持する力さえ無く、逆に彰義隊士に殺害される事例が度々起こった[注 8]。さらに、東叡山に赴き、彰義隊解散を説いた山岡鉄太郎の言葉を一蹴した覚王院義観は、彰義隊での強硬派であるにも拘わらず、「新政府軍による虐殺」について一言も触れていない[注 9]。
- 江戸しぐさの「復興者」である芝三光の生前には江戸しぐさの数は200前後とされていたが、没後に800 - 8000とされ、数が定まっていない[53]。
- 既述のように越川禮子は江戸しぐさが衰退した理由として「江戸っ子虐殺説」を主張している。しかし、芝三光は江戸しぐさを提唱し始めた当初は「新政府のもとで江戸っ子達は自らを語ろうとせず時代の変化の中で、いわば世の中からひきこもってしまった[54]」ために衰退したと述べており、江戸しぐさ推進者の間での主張の矛盾が見られる。
- NPO法人江戸しぐさの理事長の越川禮子は、江戸しぐさに関する資料は残っていないとし[7]、また江戸しぐさは、口頭によって伝承されてきたものであるため、一切史料が残されていないと述べている[55]。しかし、1980年代には芝三光は江戸しぐさは文献によって確認可能なものであると主張し[56]、この点でも矛盾がみられる。

などと原田は、江戸しぐさの実態について疑問を呈し、強く批判している。また、原田は2014年（平成26年）に著書『江戸しぐさの正体 教育をむしばむ偽りの伝統』でも、江戸しぐさに含まれる個々の項目に考察を加えており、やはり多くの江戸しぐさが、実際の江戸時代では非現実的なものに過ぎないと指摘し、「捏造である可能性が高い」とコメントしている。
同書の出版に際し原田は、江戸しぐさは来歴そのものが「明確な虚偽」で、歴史的考証にまったく堪えられない、芝三光の愚痴を江戸時代に仮託したフィクション(つくり話)でしかないと述べた。そして、江戸しぐさを「結果的によいマナーが浸透すればいいじゃないか」と推進することは、形だけのマナーでしかない上に、本質や道徳・倫理の根幹から大きく乖離してしまうことになると主張。歴史的に正しい江戸文化に関する知識を普及させることと、過去に対する過剰に「良い幻想を持たないこと」を推奨している。

### その他の人々の主張
日本近世史研究者で、江戸時代の町人文化に通じている立正大学非常勤講師の高尾善希は、江戸しぐさを「とんでもない話」とした上で、史実のごとく一般に広まってしまったことに対し、学術の立場からの反省の意を表している。
落語家の柳家三之助は、2014年（平成26年）9月12日に、Twitterにおいて「江戸しぐさなんてものがもしホントにあったら噺に出てこねえわけねえだろって、少し思ってた」と指摘した。
『三省堂国語辞典』編集委員の飯間浩明は、2015年（平成27年）4月17日にTwitterにおいて、2012年頃『三省堂国語辞典』においても「江戸しぐさ」を項目として立てようとしたが、その主張に信頼性は薄いと判断し、見送りになったと述べている。なお、その当時においては、ウィキペディアの当記事内容も、「江戸しぐさ」について肯定的であったという感想を述べている。
江戸文化研究家で、法政大学総長の田中優子は、過去には江戸しぐさを肯定するような発言を行っていたが、2015年（平成27年）6月25日放送のTBSテレビ『NEWS23』において、江戸しぐさを「空想である」と否定した。
新潟青陵大学大学院教授の碓井真史は、江戸しぐさは専門家から見ればあまりにも馬鹿げており、反論しても研究論文にも学問的業績にもならないことに加え、エビデンスを重視せず団体の独自教義普及による何らかの利益供受者や、学術的常識に乏しい都市伝説の信奉者を納得させるのは困難を極めると考察。そのため、2015年時点で学者による否定は、インタビューで「そんなことありませんね」と答える程度に留まっており、原田に代表されるような在野の人物が、使命感から虚偽性を暴く解説本を書いているというような状況であると述べている。
国際日本文化研究センター助教の呉座勇一は、「江戸しぐさ」を偽史であると断定した上で、従前は相手にする必要もなかった偽史・陰謀論がインターネット等により広まり、あたかも真実のように受け入れられる状況が現出しており、それが教育の場まで押し寄せようとしているため、もはや歴史学者はそれを看過すべきでないと述べている。また、歴史研究においてプロとアマを分かつものは、大学などの研究機関に籍を置いているかどうかはどうでもよく、大事なのは史料批判ができるか否かであり、原田実の『江戸しぐさの正体』については、この史料批判ができているものとして推奨している。

## 江戸しぐさを掲載した教材
2007年3月、東京都千代田区は「江戸しぐさを題材とした道徳教育資料集」を作成し、千代田区立全校で道徳教育を実施した。また、茨城県守谷市は江戸しぐさを参考に冊子「わたしたちの守谷しぐさ」を刊行、市内小中学校に配付し2015（平成27）年度より冊子を活用した授業を行うと発表したが、マナー内容の参考で、江戸時代から伝えられたものとはしておらず、現代事情に合わせたものになっている。
道徳教材（副読本）に掲載された例として
- 小学校
  - 東京書籍『小学校道徳 6 明日をめざして』（2008・平成21年度までに採用）[69]
  - 学校図書『小学校道徳 かがやけ みらい』（2008・平成21年度までに採用）[69]
  - 文部科学省道徳教材『私たちの道徳』小学校5・6年生用（2014・平成26年度から採用）[69]※と学会は当書に2015年の日本トンデモ本大賞を授与。
- 中学校
  - 日本標準『中学道徳副読本1年 みんなで生き方を考える道徳』（2008・平成21年度までに採用）[69]
  - 学研『中学生の道徳1年 かけがえのないきみだから』（2008・平成21年度までに採用）[69]
  - 日本文教出版『あすを生きる』（2008・平成21年度までに採用）[69]
  - 正進社『キラリ☆道徳』（2008・平成21年度までに採用）[69]

文部科学省検定済教科書に掲載された例として、
- 小学校
  - 啓林館『わくわく算数 6年生』（2015・平成27年度から採用）[69]
- 中学校
  - 育鵬社『中学社会 あたらしいみんなの公民』（2012・平成24年度から採用）[69]

その他。教材に掲載された例として
- 中学校
  - 帝国書院『アドバンス中学歴史資料』（2015・平成27年度から別の内容のコラムに差し替え）
- 高等学校
  - 教育図書『最新版 私たちのエチケット』（家庭科資料集）
  - 実教出版『生活学Navi 資料+成分表』（家庭科資料集）

文部科学省の道徳教材において取り上げられていた江戸しぐさに関しては、担当した小学校高学年用チーム主査は「NPO法人江戸しぐさのホームページなどを参考にした」としていたが、後に同省教育課程課の課長補佐は「道徳教材はNPO法人の主張を参考にしていない。江戸しぐさが歴史的な事実だとは言っていない」と主張していた。
2013年7月8日から2014年7月25日まで初等中等教育局長を務め、小中学校教科書作成の責任者であった前川喜平は、江戸しぐさを道徳教材に掲載したことは、文部科学大臣であった下村博文の指示によるものであったとし、自分自身も当時は伝統的な道徳だと思っていたが、2019年の取材では「あんなインチキなものを」、「悔やんでも悔やみきれない」と述べている。また前川喜平は、次のように述べている。
- 「私たちの道徳」は読み物資料を集めた教材で、さまざまな副教材で使われていたものも詰め込んだんですが、新機軸で新しいものを入れようとして大失敗したのが「江戸しぐさ」です。
- あんなものは伝統でもなんでもない創作物だったことがあとになってわかってしまったんです。
- 教育課程課です。ここが事務局になって、編集委員会のような物を作ったんですね。私が局長でしたから責任は免れないのですが、実際には大臣（引用者注、下村博文）と担当課の間で直接やりとしていて、私の意向が入る余地はありませんでした。
- なのに下村大臣は、この「私たちの道徳」をひとりひとりの児童生徒に配り、必ず家に持って帰らせろとおっしゃって。しかも親子でそれを勉強しろとまでおっしゃっていた。つまり家庭教育にまで影響をおよぼそうとしていたんです。

2015年からは江戸しぐさ掲載への批判が強まり、育鵬社は、2016年（平成28年）度からは掲載しないと表明した。しかし、平成28年度の改定を経た、文部科学省作成の高学年用道徳教材『私たちの道徳』では江戸しぐさの記述が残存している。文部科学省は「道徳の教材は江戸しぐさの真偽を教えるものではない。正しいか間違っているかではなく、礼儀について考えてもらうのが趣旨だ」と回答している。平成29年度（2017年）の社会科教科書からは、すべての江戸しぐさに関する記述は無くなっている。

## 江戸しぐさを活用している自治体
栃木県旧岩舟町は2012年12月より広報誌に「江戸しぐさに学ぶいわふねしぐさ大作戦」を連載していた。栃木市と合併した現在も活動が続いている。

## マスコットキャラクター
向嶋言問姐さん（むこうじまことといねえさん）
東京都墨田区の向島墨堤組合監修の「向島観光推進プロジェクト」によるご当地キャラクター。芸妓姿の猫であり、NPO法人｢江戸しぐさ｣の普及員として各地で行われるゆるキャライベントやSNSなどを通じて江戸しぐさの普及活動を行っている。